# Neuebersbach
Neuebersbach ist ein Gemeindeteil der Gemeinde Münchsteinach im Landkreis Neustadt an der Aisch-Bad Windsheim (Mittelfranken, Bayern). Die Gemarkung Neuebersbach hat eine Fläche von 5,251 km². Sie ist in 230 Flurstücke aufgeteilt, die eine durchschnittliche Flurstücksfläche von 22830,08 m² haben. In ihr liegt neben dem namensgebenden Ort der Gemeindeteil Pirkachshof.

## Geographie
Östlich des Dorfes entspringt der Engelsbach, ein linker Zufluss der Aisch. 0,5 km nördlich befindet sich der Kreuzstein, 0,5 km nordöstlich das Waldgebiet Langerstrich, 0,5 km südwestlich erhebt sich der Steinhügel im Waldgebiet Feistloch, 0,5 km südlich liegt das Mühlholz.
Der Ort wird von der Kreisstraße NEA 14 tangiert, die nach Münchsteinach (2 km südwestlich) bzw. zur Kreisstraße NEA 12 (1,8 km östlich) führt. Gemeindeverbindungsstraßen führen nach Haag (3 km südlich) und nach Altershausen zur Kreisstraße NEA 1 (2,3 km nordwestlich). Eine Ortsstraße führt zum Pirkachshof (0,1 km östlich).

## Geschichte
Der Ort wurde 1711 anstelle des im Dreißigjährigen Krieg wüst gewordenen Ebersbach durch die bayreuthische Regierung planmäßig angelegt. Im Ort fanden protestantische Flüchtlinge eine neue Heimat.
Gegen Ende des 18. Jahrhunderts gab es in Neuebersbach 12 Güter. Das Hochgericht übte das brandenburg-bayreuthische Stadtvogteiamt Neustadt an der Aisch aus. Die Dorf- und Gemeindeherrschaft sowie die die Grundherrschaft über alle Anwesen hatte das brandenburg-bayreuthische Kastenamt Neustadt an der Aisch.
Von 1797 bis 1810 unterstand der Ort dem Justizamt Dachsbach und Kammeramt Neustadt. Im Jahre 1810 kam Neuebersbach an das Königreich Bayern. Im Rahmen des Gemeindeedikts wurde Neuebersbach 1811 dem Steuerdistrikt Schornweisach und der 1813 gebildeten Ruralgemeinde Schornweisach zugeordnet. Mit dem Zweiten Gemeindeedikt (1818) entstand die Ruralgemeinde Neuebersbach, zu der Pirkachshof gehörte. Sie war in Verwaltung und Gerichtsbarkeit dem Landgericht Neustadt an der Aisch zugeordnet und in der Finanzverwaltung dem Rentamt Neustadt an der Aisch (1919 in Finanzamt Neustadt an der Aisch umbenannt, seit 1972 Finanzamt Uffenheim). Ab 1862 gehörte Neuebersbach zum Bezirksamt Neustadt an der Aisch (1939 in Landkreis Neustadt an der Aisch umbenannt). Die Gerichtsbarkeit blieb beim Landgericht Neustadt an der Aisch (1879 in das Amtsgericht Neustadt an der Aisch umgewandelt). Die Gemeinde hatte eine Gebietsfläche von 1,655 km².
Am 1. Januar 1972 wurde Neuebersbach in die Gemeinde Münchsteinach eingegliedert.

### Baudenkmäler
- Haus Nr. 7: Gasthaus Grüner Baum
- Haus Nr. 14: ehemaliges Forsthaus

### Einwohnerentwicklung
Gemeinde Neuebersbach
| Jahr      | 1818   | 1840   | 1852   | 1855   | 1861   | 1867   | 1871   | 1875   | 1880   | 1885   | 1890   | 1895   | 1900   | 1905   | 1910   | 1919   | 1925   | 1933   | 1939   | 1946   | 1950   | 1952   | 1961   | 1970   |
| Einwohner | 118    | 174    | 163    | 148    | 139    | 156    | 169    | 161    | 169    | 155    | 153    | 141    | 135    | 146    | 139    | 134    | 124    | 125    | 123    | 141    | 149    | 134    | 124    | 118    |
| Häuser    | 28     | 19     |        |        |        |        | 26     |        |        | 30     | 26     |        | 28     |        |        |        | 28     |        |        |        | 27     |        | 27     |        |
| Quelle    | [ 13 ] | [ 14 ] | [ 15 ] | [ 15 ] | [ 16 ] | [ 17 ] | [ 18 ] | [ 19 ] | [ 20 ] | [ 21 ] | [ 22 ] | [ 15 ] | [ 23 ] | [ 15 ] | [ 24 ] | [ 15 ] | [ 25 ] | [ 15 ] | [ 15 ] | [ 15 ] | [ 26 ] | [ 15 ] | [ 10 ] | [ 27 ] |

Ort Neuebersbach
| Jahr      | 001818 | 001840 | 001861 | 001871 | 001885 | 001900 | 001925 | 001950 | 001961 | 001970 | 001987 |
| Einwohner | 94     | 138    | 121    | 133    | 137    | 129    | 120    | 144    | 121    | 115    | 108    |
| Häuser    | 22     | 17     |        |        | 26     | 27     | 27     | 26     | 26     |        | 32     |
| Quelle    | [ 13 ] | [ 14 ] | [ 16 ] | [ 18 ] | [ 21 ] | [ 23 ] | [ 25 ] | [ 26 ] | [ 10 ] | [ 27 ] | [ 28 ] |

## Religion
Der Ort ist evangelisch-lutherisch geprägt und nach St. Nikolaus (Münchsteinach) gepfarrt.